# Ecstasy (album, Lou Reed)
Ecstasy je osmnácté studiové album amerického rockového kytaristy a zpěváka Lou Reeda, vydané v roce 2000 ve vydavatelství Reprise Records. Nahráno bylo v newyorském studiu Sear Sound a spolu s Reedem jej produkoval Hal Willner. Autorem fotografie na obalu alba je Stefan Sagmeister. V hitparádě Billboard 200 se umístilo na 183. příčce.

## Seznam skladeb
Všechny skladby napsal Lou Reed.
| Pořadí         | Název                     | Délka |
| -------------- | ------------------------- | ----- |
| 1.             | Paranoia Key of E         | 4:28  |
| 2.             | Mystic Child              | 5:01  |
| 3.             | Mad                       | 4:29  |
| 4.             | Ecstasy                   | 4:25  |
| 5.             | Modern Dance              | 4:09  |
| 6.             | Tatters                   | 5:55  |
| 7.             | Future Farmers of America | 3:01  |
| 8.             | Turning Time Around       | 4:21  |
| 9.             | White Prism               | 4:00  |
| 10.            | Rock Minuet               | 6:56  |
| 11.            | Baton Rouge               | 4:54  |
| 12.            | Like a Possum             | 18:03 |
| 13.            | Rouge                     | 1:00  |
| 14.            | Big Sky                   | 6:32  |
| Celková délka: | Celková délka:            | 77:15 |

## Sestava
- Lou Reed – zpěv, kytara, perkuse v „White Prism“
- Mike Rathke – kytara
- Fernando Saunders – baskytara, doprovodný zpěv
- Tony „Thunder“ Smith – bicí, perkuse, doprovodný zpěv
- Don Alias – perkuse v „Ecstasy“
- Laurie Anderson – elektrické housle v „White Prism“, „Rouge“ a „Rock Minuet“
- Steven Bernstein – trubka, rohy
- Doug Wieselman – barytonsaxofon, tenorsaxofon
- Paul Shapiro – tenorsaxofon
- Jane Scarpantoni – violoncello